# Bernartice nad Odrou
Bernartice nad Odrou är en ort i Tjeckien. Den ligger i den östra delen av landet, 260 km öster om huvudstaden Prag. Bernartice nad Odrou ligger 285 meter över havet och antalet invånare är 794.
Terrängen runt Bernartice nad Odrou är varierad, och sluttar norrut.Runt Bernartice nad Odrou är det ganska tätbefolkat, med 72 invånare per kvadratkilometer. Närmaste större samhälle är Valašské Meziříčí, 15,4 km söder om Bernartice nad Odrou. Trakten runt Bernartice nad Odrou består till största delen av jordbruksmark.